# Channel 4 (Fear the Walking Dead)
«Canal 4» —título original en inglés: «Channel 4»— es el noveno episodio y estreno de mitad de la quinta temporada de la serie de televisión posapocalíptica, horror Fear the Walking Dead. Se estrenó el 11 de agosto de 2019. Estuvo dirigido por Dan Liu y en el guion estuvo a cargo de David Johnson.

## Trama
Gran parte del episodio se presenta en vídeo documental. Althea entrevista a todo el grupo para documentar cómo han cambiado las cosas desde que el grupo escapó de la zona radiactiva: el grupo viaja en una caravana, pero June está trabajando para encontrar un refugio seguro para el grupo; Alicia ha dejado de matar a los caminantes y está luchando por encontrar un nuevo propósito; Dwight está agradecido de encontrar al grupo, pero aún espera encontrar a Sherry; Sarah revela que el camión de aceite de Logan fue robado y abandonado.
Morgan cuenta una historia en la que él y varios más ayudaron a una mujer, Tess, a conseguir medicamentos para su hijo y los convencieron de que abandonaran su casa por primera vez desde el brote. La película concluye con todos suplicando a los futuros sobrevivientes que ayuden a los demás en todo lo que puedan.
Luego se revela que la cinta está siendo vista por otro sobreviviente, Wes, que se encuentra en una estación de servicio. Este considera acercarse, pero decide no hacerlo. Mientras se prepara para irse, la tripulación de Logan aparece y le roba la gasolina antes de destruir su motocicleta. Logan le dice a Wes que llame a Morgan para pedirle ayuda y que le haga saber que están haciendo más enemigos que amigos. La tripulación de Logan deja a Wes atrás cuando un grupo de caminantes se acerca.

## Recepción
"Channel 4" recibió críticas mixtas. Actualmente tiene una calificación positiva del 64% con una calificación promedio de 7/10 sobre 14 en el agregador de reseñas Rotten Tomatoes. El consenso de los críticos dice: "Aunque un cambio en el formato anima el estreno de mitad de temporada de Fear the Walking Dead, 'Channel 4' hace poco para impulsar el impulso narrativo de la temporada".
Liam Mathews de TV Guide elogió el episodio y escribió: "Fue una ruptura lo suficientemente inteligente con el formato con una secuencia de acción divertida y un buen desarrollo de personajes para Morgan, si puedes dejar de lado" lo que ya está sucediendo "sentimiento que desciende en la temporada 5." Escribiendo para Geek Girl Authority, Noetta Harjo elogió el episodio y dijo: "Realmente me gustó este episodio. Pudimos escuchar lo que todos estaban pensando sobre por qué necesitaban ayudar a otros. Y cómo planean lograr sus objetivos".

### Calificaciones
El episodio fue visto por 1,40 millones de espectadores en los Estados Unidos en su fecha de emisión original, muy por debajo del episodios anterior.